# Filmographie de Jacques-Yves Cousteau
 (juin 2022).
La mise en forme du texte ne suit pas les recommandations de Wikipédia : il faut le « wikifier ».
Les points d'amélioration suivants sont les cas les plus fréquents. Le détail des points à revoir est peut-être précisé sur la page de discussion.
- Les titres sont pré-formatés par le logiciel. Ils ne sont ni en capitales, ni en gras.
- Le texte ne doit pas être écrit en capitales (les noms de famille non plus), ni en gras, ni en italique, ni en « petit »…
- Le gras n'est utilisé que pour surligner le titre de l'article dans l'introduction, une seule fois.
- L'italique est rarement utilisé : mots en langue étrangère, titres d'œuvres, noms de bateaux, etc.
- Les citations ne sont pas en italique mais en corps de texte normal. Elles sont entourées par des guillemets français : « et ».
- Les listes à puces sont à éviter, des paragraphes rédigés étant largement préférés. Les tableaux sont à réserver à la présentation de données structurées (résultats, etc.).
- Les appels de note de bas de page (petits chiffres en exposant, introduits par l'outil «  Source ») sont à placer entre la fin de phrase et le point final[comme ça].
- Les liens internes (vers d'autres articles de Wikipédia) sont à choisir avec parcimonie. Créez des liens vers des articles approfondissant le sujet. Les termes génériques sans rapport avec le sujet sont à éviter, ainsi que les répétitions de liens vers un même terme.
- Les liens externes sont à placer uniquement dans une section « Liens externes », à la fin de l'article. Ces liens sont à choisir avec parcimonie suivant les règles définies. Si un lien sert de source à l'article, son insertion dans le texte est à faire par les notes de bas de page.
- La présentation des références doit suivre les conventions bibliographiques. Il est recommandé d'utiliser les modèles {{Ouvrage}}, {{Chapitre}}, {{Article}}, {{Lien web}} et/ou {{Bibliographie}}. Le mode d'édition visuel peut mettre en forme automatiquement les références.
- Insérer une infobox (cadre d'informations à droite) n'est pas obligatoire pour parachever la mise en page.

Pour une aide détaillée, merci de consulter Aide:Wikification.
Si vous pensez que ces points ont été résolus, vous pouvez retirer ce bandeau et améliorer la mise en forme d'un autre article.
Cette page présente la liste des documentaires réalisés par Jacques-Yves Cousteau.
| Séries 1   |      |                                                                            |     |
| 1          | 1942 | Par dix-huit mètres de fond                                                | Oui |
| 2          | 1943 | Épaves                                                                     | Oui |
| 3          | 1944 | Paysages du silence                                                        | Oui |
| 4          | 1948 | Phoques au Sahara                                                          | NA  |
| 5          | 1949 | Autour d'un récif                                                          | NA  |
| 6          | 1949 | Une plongée du Rubis                                                       | Oui |
| 7          | 1949 | Carnet de plongée (avec Marcel Ichac)                                      | NA  |
| 8          | 1955 | La Fontaine de Vaucluse (avec Louis Malle)                                 | NA  |
| 9          | 1955 | Station 307                                                                | NA  |
| 10         | 1955 | Récifs de coraux                                                           | NA  |
| 11         | 1957 | La Galère engloutie (avec Jacques Ertaud)                                  | NA  |
| 12         | 1959 | Histoire d'un poisson rouge                                                | Oui |
| 13         | 1960 | Vitrines sous la mer (avec Georges Alépée)                                 | NA  |
| 14         | 1960 | Prince Albert I                                                            | NA  |
| Séries 2-1 |      |                                                                            |     |
| 1          | 1956 | Le Monde du silence                                                        | Oui |
| 2          | 1964 | Le Monde sans soleil                                                       | Oui |
| Séries 3-1 |      |                                                                            |     |
| 1          | 1966 | L’Aventure Précontinent                                                    | Oui |
| 2          | 1967 | Les Requins                                                                | Oui |
| 3          | 1967 | La jungle de corail                                                        | Oui |
| 4          | 1967 | Le Destin des tortues de mer                                               | Oui |
| 5          | 1968 | Baleines et cachalots                                                      | Oui |
| 6          | 1968 | Le voyage surprise de Pepito et Cristobal                                  | Oui |
| 7          | 1968 | Trésor englouti                                                            | Oui |
| 8          | 1968 | La légende du lac Titicaca                                                 | Oui |
| 9          | 1969 | Les baleines du désert                                                     | Oui |
| 10         | 1969 | La nuit des calmars                                                        | Oui |
| 11         | 1969 | La retour des Éléphants de mer                                             | Oui |
| 12         | 1970 | Ces incroyables machines plongeantes (avec André Laban)                    | Oui |
| 13         | 1970 | La mer vivante (avec André Laban)                                          | Oui |
| 14         | 1970 | La tragédie des Saumons rouges                                             | Oui |
| 15         | 1970 | Le lagon des navires perdus                                                | Oui |
| 16         | 1971 | Les Dragons des Galápagos                                                  | Oui |
| 17         | 1971 | Cavernes englouties                                                        | Oui |
| 18         | 1971 | Le sort des Loutres de mer                                                 | Oui |
| 19         | 1971 | Les dernières Sirènes                                                      | Oui |
| 20         | 1972 | Pieuvre, petite pieuvre                                                    | Oui |
| 21         | 1972 | Le chant des dauphins                                                      | Oui |
| 22         | 1973 | 500 millions d’années sous la mer                                          | Oui |
| 23         | 1973 | Le sourire du Morse                                                        | Oui |
| 24         | 1973 | Hippo, Hippo                                                               | Oui |
| 25         | 1973 | La baleine qui chante                                                      | Oui |
| 26         | 1974 | Mission Cousteau en Antarctique. Partie I. La glace et le feu              | Oui |
| 27         | 1974 | Mission Cousteau en Antarctique. Partie II. Le vol du Pingouin             | Oui |
| 28         | 1974 | Mission Cousteau en Antarctique. Partie III. La vie sous un océan de glace | Oui |
| 29         | 1974 | Mission Cousteau en Antarctique. Partie IV. Blizzard à Esperanza           | Oui |
| 30         | 1975 | Patagonie: La vie au bout du monde                                         | Oui |
| 31         | 1975 | L’hiver des Castors                                                        | Oui |
| 32         | 1975 | Les Fous du Corail                                                         | Oui |
| 33         | 1975 | Les requins dormeurs du Yucatán                                            | Oui |
| 34         | 1976 | Coup d’aile sous la mer: Isabella                                          | Oui |
| 35         | 1976 | NA                                                                         | Oui |
| 36         | 1976 | Le Poisson qui a gobé Jonas / El Gran Pez que se tragó a Jonás             | Oui |
| 37         | 1976 | La Marche des langoustes                                                   | Oui |
| Séries 2-2 |      |                                                                            |     |
| 3          | 1975 | Voyage au bout du monde                                                    | Oui |
| Séries 4   |      |                                                                            |     |
| 1          | 1977 | NA                                                                         | Non |
| 2          | 1977 | NA                                                                         | Non |
| 3          | 1977 | NA                                                                         | Non |
| 4          | 1977 | NA                                                                         | Non |
| 5          | 1977 | NA                                                                         | Non |
| 6          | 1977 | NA                                                                         | Non |
| Séries 3-2 |      |                                                                            |     |
| 38         | 1977 | L’énigme du Britannic                                                      | Oui |
| 39         | 1978 | Le butin de Pergame sauvé des eaux                                         | Oui |
| 40         | 1978 | À la recherche de l’Atlantide. Partie I                                    | Oui |
| 41         | 1978 | À la recherche de l’Atlantide. Partie II                                   | Oui |
| 42         | 1978 | Le testament de l'île de Pâques                                            | Oui |
| 43         | 1978 | Ultimatum sous la mer                                                      | Oui |
| 44         | 1979 | Le sang de la mer                                                          | Oui |
| 45         | 1979 | Le Nil. Partie I                                                           | Oui |
| 46         | 1979 | Le Nil. Partie II                                                          | Oui |
| 47         | 1980 | Fortunes de mer                                                            | Oui |
| 48         | 1980 | Clipperton: île de la solitude                                             | Oui |
| 49         | 1981 | Sang chaud dans la mer                                                     | Oui |
| Séries 5   |      |                                                                            |     |
| 1          | 1981 | Les Pièges de la mer                                                       | Non |
| 2          | 1982 | Du grand large aux grands lac                                              | Oui |
| Séries 6   |      |                                                                            |     |
| 1          | 1982 | Objectif Amazone: Branle-bas sur la Calypso                                | Oui |
| 2          | 1983 | Au pays des milles rivières                                                | Oui |
| 3          | 1983 | La rivière enchantée                                                       | Oui |
| 4          | 1983 | Ombres fuyantes — Indiens de l’Amazonie                                    | Oui |
| 5          | 1983 | La rivière de l’or                                                         | Oui |
| 6          | 1984 | Message d’un monde perdu                                                   | Oui |
| 7          | 1984 | Un avenir pour l’Amazonie                                                  | Oui |
| 8          | 1984 | Tempête de neige sur la jungle                                             | Oui |
| Séries 7-1 |      |                                                                            |     |
| 1          | 1985 | Le Mississippi. Partie I. Un Allié récalcitrant                            | Oui |
| 2          | 1985 | Le Mississippi. Partie II. Allié et adversaire                             | Oui |
| 3          | 1985 | Jacques-Yves Cousteau: mes premier 75 ans (1)                              | Non |
| 4          | 1985 | Jacques-Yves Cousteau: mes premier 75 ans (2)                              | Non |
| 5          | 1985 | Alcyone, fille du vent                                                     | Oui |
| 6          | 1988 | NA                                                                         | Oui |
| Séries 8-1 |      |                                                                            |     |
| 1          | 1986 | Haïti: L’eau de chagrin                                                    | Oui |
| 2          | 1986 | Cuba: les eaux du destin                                                   | Oui |
| 3          | 1986 | Cap Horn: les eaux du vent                                                 | Oui |
| 4          | 1986 | L’héritage de Cortez                                                       | Oui |
| 5          | 1987 | Les Îles Marquises: montagnes de la mer                                    | Oui |
| 6          | 1987 | Îles du Détroit: les eaux de la discorde                                   | Oui |
| 7          | 1987 | Îles du Détroit: à l’approche d’une marée humaine                          | Oui |
| 8          | 1988 | Nouvelle-Zélande: la Rose et le dragon                                     | Oui |
| 9          | 1988 | Nouvelle-Zélande: au pays du long nuage blanc                              | Oui |
| 10         | 1988 | Nouvelle-Zélande: le Péché et la Rédemption                                | Oui |
| 11         | 1988 | Au pays des totems vivants                                                 | Oui |
| 12         | 1988 | Tahiti: l’eau de feu                                                       | Oui |
| 13         | 1988 | Les Requins de l'île au trésor                                             | Oui |
| 14         | 1988 | Mer de Béring: Le crépuscule du chasseur en Alaska                         | Oui |
| 15         | 1988 | Australie: l’ultime barrière                                               | Oui |
| 16         | 1989 | Bornéo: Le spectre de la tortue                                            | Oui |
| 17         | 1989 | Papouasie-Nouvelle-Guinée I: La machine à remonter le temps                | Oui |
| 18         | 1989 | Papouasie-Nouvelle-Guinée II: La rivière des hommes crocodiles             | Oui |
| 19         | 1989 | Papouasie-Nouvelle-Guinée III: La cœur de feu                              | Oui |
| 20         | 1989 | Thaïlande: les forçats de la mer                                           | Oui |
| 21         | 1989 | Bornéo: la Forêt sans terre                                                | Oui |
| Séries 7-2 |      |                                                                            |     |
| 7          | 1990 | Scandale à Valdez                                                          | Non |
| 8          | 1990 | Lilliput en Antarctique                                                    | Oui |
| Séries 8-2 |      |                                                                            |     |
| 22         | 1990 | Andaman, les îles invisibles                                               | Oui |
| 23         | 1990 | Australie: à l’ouest du bout du monde                                      | Oui |
| 24         | 1991 | Australie: le peuple de la mer desséchée                                   | Oui |
| 25         | 1991 | Australie: le peuple de l’eau et du feu                                    | Oui |
| 26         | 1991 | Australie: les trésors de la mer                                           | Oui |
| 27         | 1991 | Tasmanie, une île s'éveille                                                | Oui |
| 28         | 1991 | Indonésie: les vergers de l’enfer                                          | Oui |
| 29         | 1991 | Sumatra: le cœur de la mer                                                 | Oui |
| 30         | 1991 | Nauru, îlot ou planète                                                     | Oui |
| 31         | 1991 | La grand requin blanc, seigneur solitaire des mers                         | Non |
| 32         | 1991 | Palawan, le dernier refuge                                                 | Oui |
| 33         | 1992 | Danube I: le lever de rideau                                               | Oui |
| 34         | 1992 | Danube II: le rêve de Charlemagne                                          | Oui |
| 35         | 1992 | Danube III: les Cris du Fleuve                                             | Oui |
| 36         | 1992 | Danube IV: les Débordements du Fleuve                                      | Oui |
| 37         | 1993 | La société secrète des Cétacés                                             | Non |
| 38         | 1993 | Mékong: le don de l’eau                                                    | Non |
| 39         | 1993 | Vietnam et Cambodge: le riz et les fusils                                  | Non |
| Séries 7-3 |      |                                                                            |     |
| 9          | 1995 | La Légende de Calypso                                                      | Oui |
| 10         | 1995 | Profond, loin, longtemps                                                   | Oui |
| 11         | 1996 | Les promesses de la mer                                                    | Oui |
| Séries 8-3 |      |                                                                            |     |
| 40         | 1995 | Madagascar I: l'île des esprits                                            | Oui |
| 41         | 1995 | Madagascar II: l'île des esprits                                           | Oui |
| 42         | 1996 | Afrique du Sud: les diamants du désert                                     | Oui |
| 43         | 1996 | Afrique du Sud: sanctuaires pour la vie                                    | Oui |
| 44         | 1996 | À travers la Chine par le fleuve Jaune                                     | Oui |
| 45         | 1997 | Le lac Baïkal                                                              | Oui |